# 阿爾巴塞特足球會
阿爾巴塞特足球會（西班牙語：Albacete Balompié）是西班牙一支足球會，位於卡斯蒂利亞-拉曼恰自治區阿爾巴塞特。於1940年8月2日成立，現於西班牙足球乙级联赛作賽。

## 歷史
球會於1940年成立，名為阿爾巴塞特足球總會（Albacete Fútbol Asociación），其後改名，嘗試將讀音西班牙化。經過多年低組別聯賽的競逐後，球隊於1985/86年球季首次升班乙組。後來降班，於1989/90年球季重返乙組。
1989年，教練賓尼圖·科羅（Benito Floro）帶領球會於兩季內從丙組升上甲組，並在1991/92年球季甲組聯賽排名第七。科羅後來轉教皇家馬德里，但兩年後返回阿爾巴塞特，球會卻在1995/96年球季降班。
經過在乙組面臨財困和體育問題後，2002/03年球季阿爾巴塞特終重返甲組聯賽，由其後執教馬體會教鞭的施薩·費蘭度（César Ferrando）所帶領。可是，經過38場聯賽只取得6勝之後，球會於2004/05年排在榜尾，降班收場。

### 里程
- 乙組 升班： 1984/85年、1989/90年；
- 甲組 升班： 1990/91年、2002/03年；

- 7 個球季 於甲組
- 13 個球季 於乙組
- 7 個球季 於乙組B
- 29 個球季 於丙組

## 球場
球隊主場為卡路士·比蒙迪球場（Estadio Carlos Belmonte），球場可容納17,300名球迷。球場始建於1960年，球場曾兩次大型重建，最近一次於1998年。

## 近季表現
| 球季      | 組別 | 排名 | 賽 | 勝 | 和 | 負 | 得 | 失 | 分 | 盃賽   | 備註 |
| --------- | ---- | ---- | -- | -- | -- | -- | -- | -- | -- | ------ | ---- |
| 2002-2003 | 乙組 | 3    | 42 | 17 | 20 | 5  | 51 | 30 | 71 |        | 升班 |
| 2003-2004 | 甲組 | 14   | 38 | 13 | 8  | 17 | 40 | 48 | 47 |        |      |
| 2004-2005 | 甲組 | 20   | 38 | 6  | 10 | 22 | 33 | 56 | 28 | 第三圈 | 降班 |
| 2005-2006 | 乙組 | 13   | 42 | 14 | 12 | 16 | 44 | 57 | 54 |        |      |
| 2006-2007 | 乙組 | 6    | 42 | 16 | 12 | 14 | 49 | 48 | 60 |        |      |
| 2007-2008 | 乙組 | 12   | 42 | 13 | 13 | 16 | 37 | 40 | 52 |        |      |

## 著名球員
| - 卡路士·路亞 - 丹尼爾·阿昆奴 - 費蘭度·迪卡路 - 吉斯泰禾·施維亞路 - 基斯天·迪亞士 - 加比爾·阿馬圖 - 奧斯卡·達泰沙 - 賀拉西奧·摩拉奧 - 杜保·費南迪斯 - 維利·卡森莫夫 - 朗尼·加斯巴錫 - 馬高·伊芝華利 - 法比安奴·彭利拿 - 威寧頓 - 加加 - 薩高 - 尼爾遜·摩拿 - 伊韋路·安東諾夫 - 艾拔·薛 - 馬克·干沙里斯 - 干尼曹 - 比爾卡 - 祖歷 - 丹尼爾·堅尼地 - 戴波迪 - 維奧治 - 路摩甸尼 - 列蘇奴 | - 巴朗捷利 - 基恩達 - 拉捷·洛基 - 阿蒙歷基 - 阿巴斯·拉禾 - 雅希拉 - 羅美·費南迪斯 - 祖安·辛杜倫 - 查維·伊斯賓路拿 - 賓尼奴·查巴路 - 蒙坦奴 - 馬斯洛夫 - 普尼哥夫 - 達根·胡利域 - 尼拿·雲歷 - 華斯捷域 - 迪米捷域 - 柏仙歷 - 普路 - 艾哥拿·阿羅加 - 祖安·巴拉古爾 - 費蘭度·馬高斯 - 阿歷山度·馬高斯 - 高高 - 法迪拿 - 桑祖·馬基達 - 馬利奧·羅美路 - 艾拔圖·占美尼斯 | - 米基爾·包奧 - 祖西·古迪雷斯 - 謝西斯·卡朗治 - 安東尼奧·艾法路 - 查維·盧基 - 蘇迪路·盧比斯 - 艾拔·湯馬士 - 費蘭度·摩連迪斯 - 戴菲·傑利 - 阿蘭拿迪 - 伊斯美·烏沙斯 - 安東尼奧·賓利拿 - 荷西·摩連拿 - 祖斯高 - 艾蒙尼亞 - 希古拿 - 大衛·比蘭古爾 - 祖利奧·伊基西亞斯 - 高路高路素夫 - 安東尼奧·柏治高 - 荷拉西奧·柏路達 - 尼古拉斯·奧利華拉 - 米基爾·波西奧 - 魯爾·杜斯山度士 - 阿歷山度·干沙利斯 - 達利奧·迪加度 - 荷西·薩拉沙 - 菲利比·西明尼斯 |

## 著名教練
- 賓尼圖·科羅
- 施薩·費蘭度
- 域陀·艾斯巴拉高
- 祖里安·魯比奧
- 馬利安奴·加西亞·李蒙 (1996-97)
- 恩拿基·沙爾斯

## 外部連結
- Official website （页面存档备份，存于） （西班牙文）
- Unofficial website （西班牙文）
- Mundo Alba, unofficial website （西班牙文）
- Queso Mecánico, unofficial website (since 1997) （页面存档备份，存于） （西班牙文）
- Carlos Belmonte, unofficial fan forum （页面存档备份，存于） （西班牙文）
- Foro Alba, unofficial forum （西班牙文）
- 阿爾巴塞特足球會的新浪微博